# Savannen-Sumpfspitzmaus
Die Savannen-Sumpfspitzmaus (Crocidura longipes) ist eine kaum erforschte Spitzmausart aus der Gattung der Weißzahnspitzmäuse (Crocidura). Sie ist nur von sieben Exemplaren bekannt, die 1966 und 1967 in Nigeria gesammelt wurden.

## Merkmale
Die Savannen-Sumpfspitzmaus erreicht eine Kopf-Rumpf-Länge von 95 bis 111 mm, eine Schwanzlänge von 59 bis 65,9 mm, eine Hinterfußlänge von 18 bis 19 mm, eine Ohrenlänge von 10 bis 12 mm und ein Gewicht von 15 bis 24 g. Die Schädellänge beträgt 24,2 bis 25,4 mm, die Schädelbreite 10,1 bis 10,8 mm. Die gesamte Länge der oberen Zahnreihe vom ersten Schneidezahn bis zum dritten Mahlzahn beträgt 10 bzw. 10,9 mm. Das Rücken- und Bauchfell ist einfarbig dunkelbraun. Die Vorder- und Hinterfüße sind dunkelbraun. Die Länge der relativ langen Hinterfüße entspricht ungefähr 17 % der Kopf-Rumpf-Länge, die Schwanzlänge entspricht 60 % der Kopf-Rumpf-Länge. Der braune Schwanz ist spärlich behaart. Der Schädel ist lang und zugespitzt. Der Bereich zwischen den Augenhöhlen und den Kinnbacken ist schmal. Das Gebiss ist schwach ausgebildet, insbesondere der Bereich der oberen Backenzähne. Die Anzahl der Zitzen und der Karyotyp sind unbekannt.

## Verbreitungsgebiet

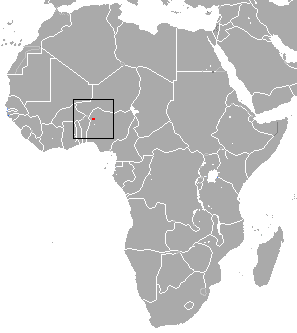
Verbreitungsgebiet

Alle sieben Exemplare stammen aus den Sumpfgebieten Dala und Iella nahe dem Kainji-Nationalpark circa 3,2 km östlich der Ortschaft Bahindi im Westen Nigerias.

## Lebensraum und Lebensweise
Die Savannen-Sumpfspitzmaus bewohnt die Sumpfsavanne, die von ein bis zwei Meter hohem Gras sowie von Palmen und vereinzelten anderen Bäumen geprägt ist. Über ihre Lebensweise ist nichts bekannt.

## Status
Die IUCN klassifiziert die Savannen-Sumpfspitzmaus in die Kategorie „unzureichende Datenlage“ (data deficient). Aufgrund des Kriegszustandes in Nigeria hat es seit 1967 keine Expeditionen mehr in der Region gegeben. Die Art könnte durch Lebensraumverlust bedroht sein.